# Descolonização de África

A África em 1913 e os Limites Internacionais atuais:
Alemã
Belga
Espanhola
Francesa
Britânica
Italiana
Portuguesa
Países independentes (Libéria e Etiópia)

Quando, no final da Idade Média, a partir dos séculos XV/XVI, alguns Estados da Europa, assolados pela peste bubônica e guerras internas, começaram a estabelecer relações comerciais com a África, encontraram aí Reinos e Estados que tinham avançada organização política, alguns eram de feição árabe e berbere ou islamizados, no norte e ocidente daquele continente, e que eram habitados por populações negras pertencentes a uma variedade de grupos, principalmente ao Sul do Saara, com a importante excepção do império cristão da Etiópia. Os primeiros contactos com estes povos em geral não foram imediatamente de invasão e ocupação para dominação, mas de carácter comercial. No entanto, os conflitos originados pela competição entre as várias potências europeias levaram no século XIX à invasão e ocupação para dominação, ao saque e à destruição de reinos, processo este que culminou com a partilha do Continente Africano pelos estados europeus mercantilistas na Conferência de Berlim, em 1885.
No entanto, as duas grandes guerras que fustigaram a Europa durante a primeira metade do século XX deixaram aqueles países sem condições para manterem um domínio económico e militar nas suas colónias. Estes problemas, associados a um movimento independentista que tomou uma forma mais organizada na Conferência de Bandung, levou as antigas potências coloniais a negociarem a independência das colónias. Apesar da união entre os territórios africanos, firmada na Conferência dos Povos da África, realizada na cidade de Acra (capital do Gana, primeira colónia que se tornou independente), a independência de alguns países, como a Argélia, a República Democrática do Congo e as então colónias portuguesas Angola, Guiné-Bissau e Moçambique, somente foi alcançada após guerras revolucionárias e desgastantes conflitos que se estenderam até as décadas de 70 e 80. A luta pela independência dos Países africanos foi o início da Revolução Africana.

## Independência das colónias francesas
A seguir à Segunda Guerra Mundial a França, que já se encontrava a braços com insurreição na Argélia e na Indochina e depois de já ter perdido Marrocos e a Tunísia, em 1956, como resultado de movimentos independentistas aos quais foi obrigada a ceder, tentou em Setembro de 1958, através de um referendo uma manobra de dar uma “autonomia” às suas colónias, que continuariam a fazer parte da “Comunidade Francesa”.
Com exceção da Guiné, que votou pela independência imediata, a Costa do Marfim, o Níger, o Alto Volta e o Daomé decidiram formar a “União Sahel-Benin” e, mais tarde, o “Conselho do Entendimento”, enquanto o Senegal se unia ao “Sudão Francês” para formar a “Federação do Mali”. Estas uniões não duraram muito tempo e a França, em 1960, reconheceu a independência da maioria das suas colónias africanas.

### A Independência em Djibouti
Djibouti foi uma das colónias francesas que decidiu, em 1958, manter-se na “Comunidade Francesa”, mas, devido a problemas de governação, a população local começou a manifestar-se a favor da independência. Depois de um novo referendo, em 1977, o Djibouti tornou-se finalmente um país independente. Nas Comores, a história foi semelhante, mas com uma declaração unilateral de independência, em 1975, que foi reconhecida no mesmo ano, mas que não abrangeu a ilha Mayotte, onde a população votou por manter-se como um território francês.
A ilha da Reunião é igualmente um departamento francês, governando, para além da ilha principal, várias outras ilhas que são reclamadas por Madagáscar e Maurícia.

### A Independência da Argélia
A Argélia, ocupada pelos franceses desde o século XIX, faz parte da região do Magrebe, entre o deserto do Saara e o Mar Mediterrâneo.
Enquanto na Tunísia e no Marrocos a independência foi relativamente tranquila, na Argélia, argelinos e franceses estiveram envolvidos em um conflito, após diversos movimentos fracassados contra a ocupação francesa, que ocorriam desde a década de 1940 do século XX. Os movimentos aumentaram após a Segunda Guerra Mundial, e foram reprimidos pelas forças militares francesas. Em 1954, eclodiu a sangrenta guerra que só terminou oito anos depois, com a declaração de independência da Argélia.

## Independência das colónias italianas
A Itália foi o último país europeu a chegar ao continente africano e também o primeiro a retirar-se.
As únicas colónias italianas em África foram a Líbia, Eritreia e parte da Somália. A Líbia tornou-se independente em 1951 e a Somália Italiana em 1960. No mesmo dia, a antiga Somália Italiana uniu-se à Somália Britânica para dar origem ao que é hoje a República de Somália.
Além dessas colónias, a Itália invadiu o atual território da Etiópia em 1936. Depois da invasão, a Etiópia perdeu sua independência para a Itália e logo foi incorporada à África Oriental Italiana. Cinco anos depois, em 1941, durante a Segunda Guerra Mundial, a Etiópia reconquistaria sua independência, junto com a Eritreia, que em 1993 separou-se da Etiópia e antiga África Oriental Italiana (Etiópia) foi dividida em Eritreia e Etiópia. Isto permanece até hoje.
Efetivamente, a independência das ex-colónias italianas processou-se logo no início do pós-guerra, tendo a ONU um papel importante nesse cenário.

## Independência das colónias portuguesas
A independência das colónias portuguesas em África iniciou-se em 1973 com a declaração unilateral da República da Guiné-Bissau, que foi reconhecida pela comunidade internacional, mas não pela potência colonizadora. As Revoluções nas restantes colónias portuguesas levaram à independência em 1975, e também estão na base da Revolução dos Cravos.
Algumas pessoas, tanto em Portugal, como nas suas ex-colónias de África, consideram que o processo de descolonização foi mal conduzido. Um dos argumentos é o fato de não terem sido incluídos nos acordos que levaram à independência das colónias garantias sobre os direitos dos residentes (muito preponderantemente portugueses e seus descendentes) que ali viviam e que viriam a escolher a nacionalidade portuguesa. Esses críticos explicam por essa razão o êxodo da grande maioria dos portugueses em 1974/1975. [carece de fontes?]
No entanto, os problemas que viveram, a seguir independências principalmente de Angola e Moçambique, são geralmente atribuídos a questões de governação. [carece de fontes?]

## Independência das colónias espanholas
A Espanha colonizou o que corresponde hoje ao atual norte do Marrocos, a Guiné Equatorial e a Saara Ocidental.
O Marrocos atual tornou-se independente em 7 de abril de 1956. O restante do Marrocos foi colónia francesa e se tornou independente em 2 de março de 1956. O Marrocos atual surgiu em 1956, quando os dois protetorados se uniram.
A Guiné Equatorial tornou-se independente da Espanha em 1968.
O atual território da Saara Ocidental se tornou independente em 27 de fevereiro de 1976. Porém, a sua independência não foi e ainda não é reconhecida pela ONU. Apenas 60 países reconheceram sua independência: o primeiro estado foi Madagascar em 28 de fevereiro de 1976 e o último foi a África do Sul.